# 阿布斯山
70°35′S 66°38′E / 70.583°S 66.633°E
阿布斯山（英語：Mount Abbs）是南極洲的山峰，位於麥克羅伯特森地，屬於查爾斯王子山脈中阿拉米斯山脈的一部分，處於湯森山以西，澳大利亞探險隊在1956年12月發現該山峰。